# Plaça de l'Església (Alella)
La Plaça de l'Església és una obra d'Alella (Maresme) protegida com a Bé Cultural d'Interès Local.

## Descripció
Compren la zona delimitada per la plaça de l'Ajuntament, el carrer Rector Desplà, la plaça de l'Església, el carrer Dom Bosco i el conjunt de la l'església parroquial i la rectoria. Tenen una especial atenció les façanes que conformen el límit nord d'aquest entorn, un agrupament de cases entre mitgeres, de planta baixa i pis, que donen façana a la plaça. En podem distingir dos sectors amb alineacions diferents: el conjunt de cases de cos de la zona de la plaça de l'Església i la resta d'edificacions de la plaça de l'Ajuntament. El primer tram, a una cota superior i amb continuïtat amb alineació de les cases del carrer Comas, està format per quatre cases, les dues del mig amb una crugia de 5 m aproximadament i la resta de majors dimensions. Les característiques de les façanes són: tractament unitari del ràfec, façanes planes, eixos verticals de composició, obertures petites de proporcions verticals, portals a la planta baixa sobre els quals trobem un balcó a la planta pis, i acabats amb arrebossats pintats. Un mur de maçoneria separa les dues plataformes: la superior, d'accés a les cases i amb paviment ceràmic, i la inferior, que continua com a carrer amb llambordins cap a llevant. Al sud tenim el carrer Dom Bosco que es diu que corresponia a l'antic traçat del camí Reial. Flanquejat entre les tanques de pedra dels patis d'ambdós costats, ens porta just davant de la placeta de la portalada de l'església, situada a un nivell encara inferior al carrer del Rector Desplà. En un espai envoltat per una tanca de pedra i reixa de ferro. Antiga Sagrera o Raval-, que envolta el conjunt de l'església parroquial, la plaça de l'Ajuntament i el carrer Dom Bosco -antic camí Ral.